# Ctenicera aeripennis
Ctenicera aeripennis är en skalbaggsart som först beskrevs av Kirby.  Ctenicera aeripennis ingår i släktet Ctenicera och familjen knäppare.

## Underarter
Arten delas in i följande underarter:
- C. a. aeripennis
- C. a. destructor